# ألبرت آشر
ألبرت آشر (بالإنجليزية: Albert Asher)‏ هو لاعب دوري الرغبي نيوزيلندي، ولد في 3 ديسمبر 1879 في تاورانجا في نيوزيلندا، وتوفي في 8 يناير 1965 في أوكلاند في نيوزيلندا. عالم فيزيائي ألماني المولد طور النظريات الخاصة والعامة للنسبية وفاز بجائزة نوبل للفيزياء في عام 1921 لتفسيره للتأثير.[1]